# Vallée de la Garonne de Muret à Moissac
Vallée de la Garonne de Muret à Moissac este o arie protejată (arie de protecție specială avifaunistică — SPA) din Franța întinsă pe o suprafață de 4.493 ha, integral pe uscat.

## Localizare
Centrul sitului Vallée de la Garonne de Muret à Moissac este situat la coordonatele 44°04′20″N 1°03′36″E / 44.07222°N 1.06°E.

## Înființare
Situl Vallée de la Garonne de Muret à Moissac a fost declarat arie de protecție specială avifaunistică în baza directivei 79/409 din 1979 referitoare la conservarea păsărilor sălbatice pentru a proteja 18 specii de animale.

## Biodiversitate
Situată în ecoregiunea atlantică, aria protejată nu include niciun habitat protejat.
La baza desemnării sitului se află mai multe specii protejate de  păsări (18): pescăruș albastru (Alcedo atthis), stârc cenușiu (Ardea cinerea), stârc roșu (Ardea purpurea), stârc galben (Ardeola ralloides), Bubulcus ibis,  prundaș gulerat mic (Charadrius dubius), egretă albă (Egretta alba), egretă mică (Egretta garzetta), șoim de iarnă (Falco columbarius), acvilă pitică (Hieraaetus pennatus), stârc pitic (Ixobrychus minutus), pescăruș-cu-cap-negru (Larus melanocephalus), pescăruș râzător (Larus ridibundus), gaia neagră (Milvus migrans), stârc de noapte (Nycticorax nycticorax), vultur pescar (Pandion haliaetus), bătăuș (Philomachus pugnax), chiră de baltă (Sterna hirundo).
Pe lângă speciile protejate, pe teritoriul sitului au mai fost identificate 4 specii de păsări.